# الضرائب على المعادن الثمينة
تخضع المعادن الثمينة والنفيسة للضرائب في عدد من دول العالم، حيث أن الحكومات تفضل اعتبارها سلع أو ممتلكات خاضعة للضريبة (وليست أموال) وتنظر إلى هذه العناصر ذات القيمة العالية كمصدر مربح للإيرادات. في معظم البلدان يتم تطبيق ضريبة أرباح رأس المال عند بيع المعادن الثمينة لتحقيق ربح. وتطبق بعض البلدان أيضًا ضريبة القيمة المضافة على المعادن الثمينة.

## الاتحاد الاوروبي
في الاتحاد الأوروبي يتم إعفاء تداول العملات الذهبية ومنتجات السبائك المعترف بها من ضريبة القيمة المضافة، ولكن لا يتم منح مثل هذا الإعفاء للفضة. ولكن في أماكن أخرى من أوروبا، أعفت النرويج كل من العملات المعدنية المصنوعة من السبائك الذهبية والفضية ذات القيمة الاسمية من ضريبة القيمة المضافة؛ والنرويج جزء من المنطقة الاقتصادية الأوروبية الأوسع نطاقا، وبالتالي تطبق نفس قواعد "المعاملات داخل المجتمع" على كل أوروبا على أساس ثنائي، مما يؤدي إلى توافر العملات الفضية المعفاة من الضرائب قانونا في جميع أنحاء أوروبا.[بحاجة لمصدر]

## امريكا الشمالية
لا تفرض كندا و41 ولاية في الولايات المتحدة من أصل 50 ولاية ضريبة على السبائك الفضية والذهبية عالية الجودة.

## الضرائب على الفضة
| البلد           | ضريبة القيمة المضافة على الفضة |
| --------------- | ------------------------------ |
| فنلندا          | 24%                            |
| ألمانيا         | 19%                            |
| هولندا          | 21%                            |
| بولندا          | 23%                            |
| سلوفينيا        | 20%                            |
| روسيا           | 18%                            |
| السويد          | 25%                            |
| سويسرا          | 7.7%                           |
| المملكة المتحدة | 20%                            |
| النمسا          | 20%                            |